# جاي ميخائيل ستيل
جاي ميخائيل ستيل (بالإنجليزية: J. Michael Steele)‏ هو إحصائي ورياضياتي أمريكي، ولد في 18 فبراير 1949.